# Alžírské národní hnutí
Alžírské národní hnutí (MNA – Mouvement national algérien; v jazyce Kabylů Amusu aγelnaw azzayri; v arabštině الحركة الوطنية الجزائرية) byla politicko-vojenská organizace usilující o nezávislost Alžírska na Francii. Působila proti Frontě národního osvobození (FLN – Front de Libération Nationale).

## Založení MNA a FLN
Zakladatelem byl Messali Hádž (1898-1974; v arabštině مصالي الحاج), který se angažoval v komunistickém hnutí. V roce 1925 založil Severoafrické hnutí, ale jeho Alžírská lidová strana se začala postupně orientovat na dosažení úplné nezávislosti Alžírska. Tato strana, která byla Francouzskými úřady zakázána, se po druhé světové válce v roce 1946 transformovala v Hnutí za vítězství demokratických svobod (Mouvement pour le Triomphe des Libertés Démocratiques – MLTD). Z tohoto hnutí pocházela většina velitelů pozdější partyzánské války proti Francii.
Dne 8. května 1945 napadli stoupenci Messaliho Hádže v Sétifu francouzské kolonizátory a více než 100 jich zabili. Francouzský protiúder si vyžádal životy asi 10 000 lidí. Pozdější pokusy o jednání mezi Alžířany a Francouzi byly těmito událostmi silně poznamenány.
V rámci MLTD byla s vědomím Messaliho Hádže vytvořena v roce 1947 Speciální organizace (Organisation spéciale – OS), která prováděla přepady francouzských institucí. Po rozbití OS Francouzi se MLTD rozštěpilo. Radikálové z OS založili Revoluční výbor jednoty a akce (Comité révolutionnaire pour l’unité et l’action – CRUA) a vyvolali 1. listopadu 1954 neúspěšné povstání v Kabylsku. CRUA se v květnu 1955 změnila na již zmíněnou FLN.

## Začátek alžírské války
Válka za nezávislost Alžírska začala v listopadu 1954 bez souhlasu Messaliho Hádže. Ten proto založil Alžírské národní hnutí (MNA), které nebylo začleněno do FLN. Hnutí MNA našlo podporu u alžírských vystěhovalců ve Francii (hlavně prostřednictvím Union Syndicale des Travailleurs Algériens – Unie alžírských pracovníků) a také u samotných Francouzů. Ozbrojené křídlo FLN, které se označovalo ALN (Armée de Libération Nationale – Armáda národního osvobození), v prvních dnech války zahájilo proti MNA ofenzivu a úspěšně zlikvidovalo několik jeho partyzánských základen v Alžírsku.

## Střety mezi MNA a FLN
Hnutí MNA a FLN spolu bojovala i na francouzské půdě. Těmto střetům se říká kavárenské války (guerres de cafés). Nepřátelské strany používaly bombové atentáty v kavárnách jako prostředek boje. Při akcích umírali i civilisté, a proto francouzská vláda považovala tuto válku za teroristickou a příslušníky obou hnutí na svém území pronásledovala. Válka si vyžádala přibližně 5000 mrtvých a skončila až v roce 1962, kdy Charles de Gaulle poskytl Alžírsku nezávislost.
V roce 1958 podpořil Messali Hádž, vůdčí představitel MNA, návrhy Charlese de Gaulla. De Gaulle označil za základní podmínku dialogu s FLN kapitulaci jejího ozbrojeného křídla ALN. V říjnu dále navrhl uzavření „míru statečných“ Fronta národního osvobození kompromisy odmítla a naopak již v září vytvořila v Tunisku prozatímní vládu Alžírska. Hnutí FLN postupně začalo získávat převahu a během diplomatických jednání s Francií v roce 1961 odmítlo FLN účast MNA a zahájilo nové boje.

## Évianské dohody
Dne 18. března 1962 byly podepsány Évianské dohody o zastavení palby, propuštění vězňů a uskutečnění referenda o nezávislosti Alžírska do šesti měsíců. Sahara byla přiznána Alžírsku, ale Francie získala právo na pronájem námořní základny Mers el-Kebír a pouštní jaderné střelnice poblíž města Reggane. Dohody potvrdily také soukromé vlastnictví evropských Alžířanů. Po referendu, které proběhlo 1. července 1962, byla 3. července oficiálně vyhlášena nezávislost Alžírska.
Podle alžírských zdrojů zemřelo během války za nezávislost 1,5 milionu lidí, podle francouzských 350 000 lidí. Další 2 miliony Alžířanů uteklo nebo bylo násilím přesídleno do Maroka, Tuniska a na alžírský venkov, kde část z nich zemřela v důsledku hladu a nemocí.

## Vývoj po osamostatnění Alžírska
Messali Hádž se pokusil transformovat a prosadit své hnutí MNA, ale nebyl úspěšný. FLN převzala moc v zemi a vládla jako jediná legitimní strana až do roku 1988, kdy legalizovala opozici, což vedlo ke vzniku strany FIS (Jabhah al-Islāmiyah lil-Inqādh, Islámská fronta spásy). MNA po osamostatnění Alžírska zaniklo. Messali Hádž prakticky ztratil vliv na politické dění v zemi. Zemřel v pařížském exilu v roce 1974.